# Wir Drei
Wir Drei ist eines der bekanntesten Gemälde des deutschen Malers Philipp Otto Runge; es befand sich ehemals in der Kunsthalle Hamburg, ist aber 1931 beim Brand des Glaspalastes in München verbrannt. Eine Zeichnung Runges (datiert auf den 7. Februar 1805) ist einzig geblieben. 

## Beschreibung
Das für die Eltern des Künstlers gedachte Bild wurde im Herbst 1805 fertiggestellt. Der Künstler steht im blauschwarzen Rock am rechten Bildrand und blickt mit leicht vorgeneigtem Kopf auf den Betrachter. Seine Frau Pauline steht in einem goldgelben Kleid an seiner Seite. Sie hat den Arm um die Schulter des Malers gelegt und neigt ihm den Kopf zu. Am linken Bildrand steht Daniel Runge, der Bruder des Malers, gegen eine Eiche gelehnt. Seine Rechte hat er vor der Brust gelassen unter seinen Rock geschoben. Pauline hat seine lässig herabhängende linke Hand ergriffen.

## Kommentar
Die Pflanze in der rechten unteren Ecke scheint Ruprechtskraut zu sein, im Volksmund auch „Gottesgnad“ genannt. Von der Gnade Gottes sah sich der Maler getragen.
Seinen Bruder Daniel sieht der Maler als eine starke Eiche, die ihre Blätter schützend über den Künstler und dessen Frau ausbreitet. Runge hatte dem Bruder Ende 1802 geschrieben: „Ich habe mich für das allerhöchste, was in mir ist, immer auf dich verlassen, und dir es zu danken“.
Damals hatte Runge noch um Pauline geworben. Jetzt war sie es, die die Verbindung zwischen den Brüdern herstellte. Der Efeu, der an der Eiche hochrankt, soll die Ewigkeit dieser Verbindung symbolisieren.
Der Maler Julius von Ehren hat das Ölgemälde, nach Runges Vorbild, neu gemalt. Dies Gemälde besitzt heute die Hamburger Kunsthalle.